# Артиљеријска резерва
Артиљеријска резерва (енгл. artillery reserve, рус. артиллерийский резерв) је војни термин са два значења.
У организацијском смислу то су артиљеријске јединице предиђене за формирање тактичке артиљеријске резерве или за појачање других јединица по потреби. У тактичком смислу а. је дио бобеног поретка неке јединице, намијењен за употребу према развоју тактичке ситуације, као и свака друга резерва.